# Cv Solimões (V-24)
A Cv Solimões (V-24) foi uma corveta da Classe Imperial Marinheiro, atualmente navio-museu, da Marinha do Brasil.

## História

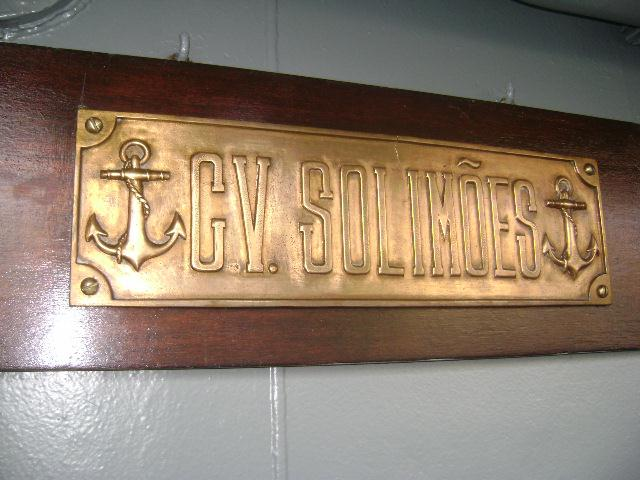
Placa em bronze com o nome da corveta.

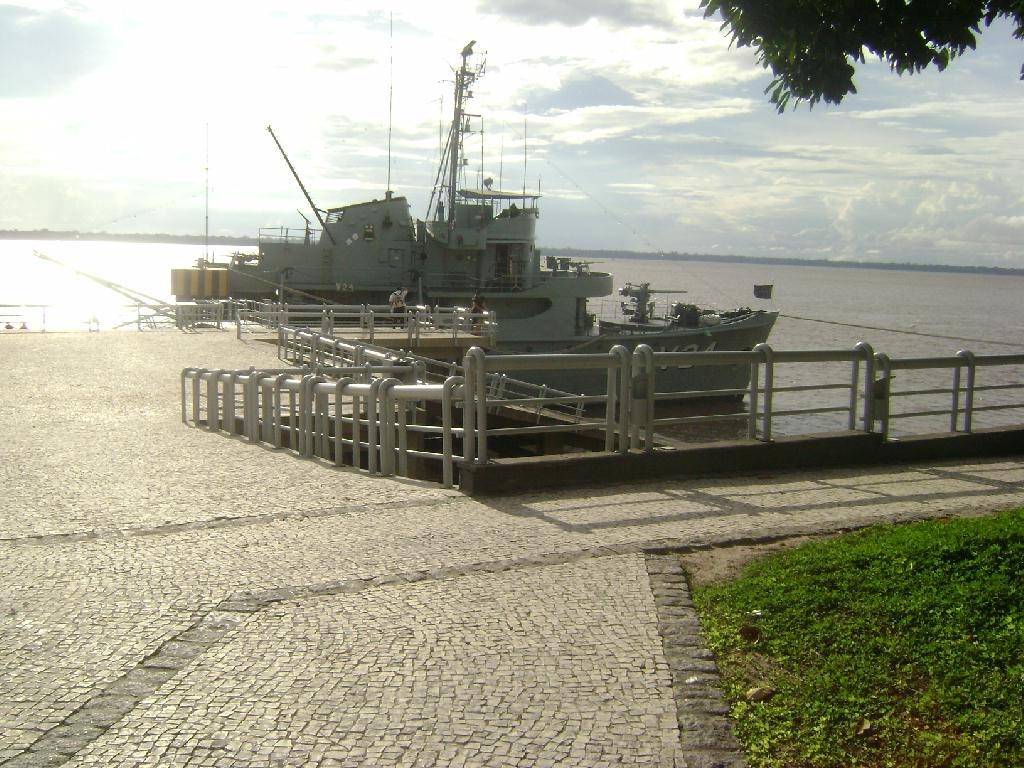
Corveta Solimões, navio-museu da Marinha do Brasil (Belém, Pará).

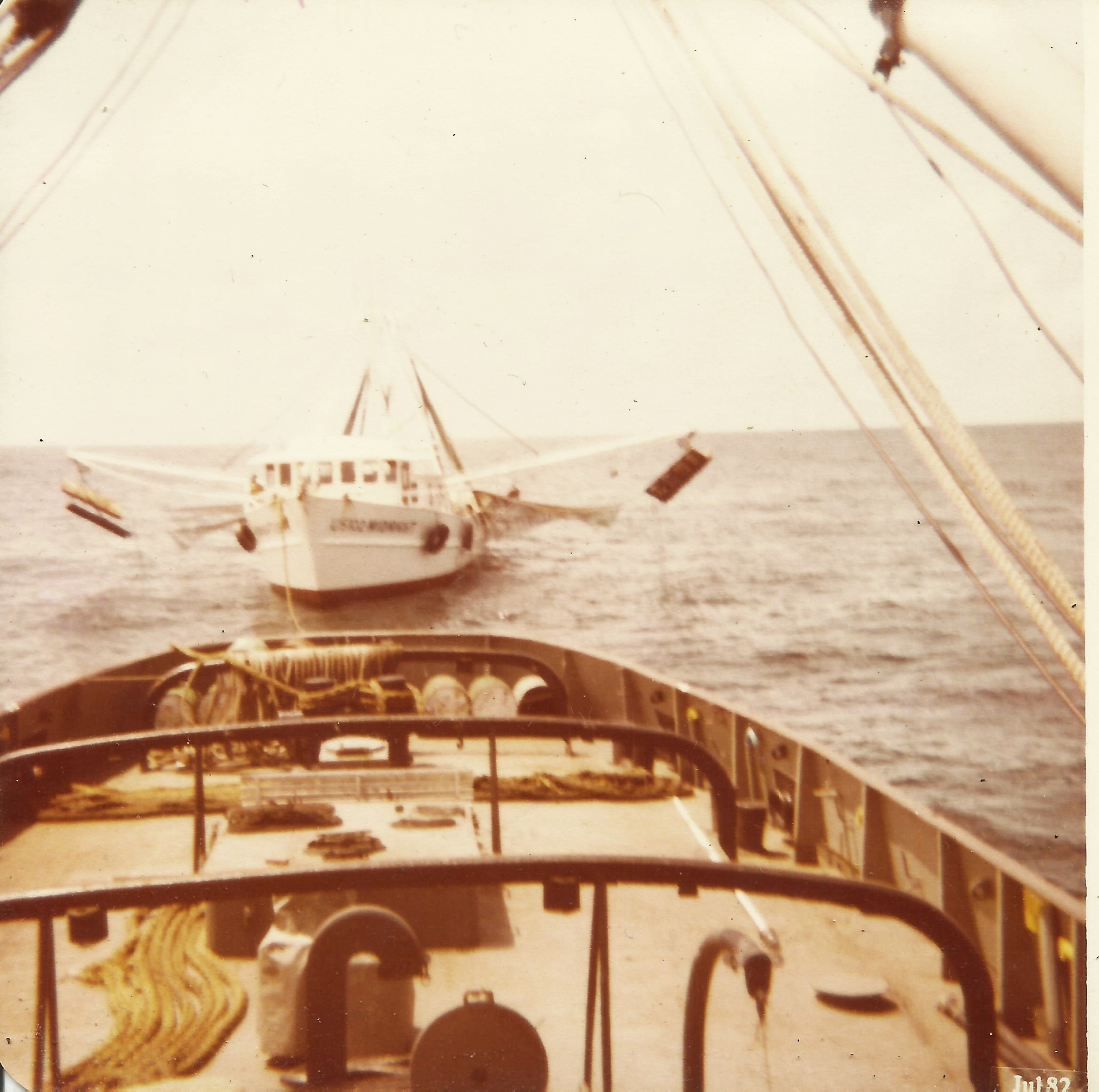
Corveta Solimões em patrulha costeira no litoral do estado do Amapá, abordando um barco de pesca em Julho de 1982.

A Corveta Solimões foi construída pelo estaleiro N.V. Werf Gust V/fa A.F. Smulders, de Rotterdam, nos Países Baixos. O batimento de sua quilha ocorreu em 18 de janeiro de 1954, tendo sido lançada ao mar em novembro do mesmo ano. Foi entregue à Marinha Brasileira em 3 de Agosto de 1955.
De 1955 a 1959, esteve subordinada ao Comando do 1º Distrito Naval, desempenhando missões de varredura, minagem, patrulha costeira e prestação de serviços de socorro marítimo.
Em dezembro de 1959, passou a ser subordinada ao Comando do 4º Distrito Naval, com sede em Belém do Pará, e, desde 23 de Abril de 1974, passou a integrar o Comando do Grupamento Naval do Norte. Nestas fases, desempenhou uma grande diversidade de comissões, como o desencalhe e reboque de navios, patrulha (inclusive de fronteiras), socorro marítimo (busca e salvamento), transporte de tropas, e em ações de assistência cívico-social junto às populações ribeirinhas da Amazônia, transportando suprimentos e provendo assistência médica e odontológica.
Em 2004, graças a um convênio entre a Secretaria Executiva de Cultura e a Marinha do Brasil, iniciou-se o processo de requalificação da antiga Corveta em um navio-museu, com projeto que teve como base a concepção original do navio. Dessa forma, foram feitas alterações estruturais e substituídos alguns equipamentos e acessórios, com o objetivo de devolver as características originais do navio e de viabilizar o circuito expositivo.
Primeiro navio-museu da região Norte, a partir de 19 de Março de 2008 a embarcação, totalmente reformada, voltou a ficar ancorada no píer da Casa das Onze Janelas, aberta à visitação pública nos mesmos horários de funcionamento do Complexo Feliz Lusitânia, em Belém do Pará.

## Características
- Classe: Imperial Marinheiro
- Dimensões: 55,72 metros de comprimento, 9,55 metros de boca e 3,8 metros de calado normal médio.
- Tripulação: 61 homens, sendo 6 oficiais e 55 praças. Atualmente conta com uma tripulação de 19 homens.

## Curiosidades
Entre as curiosidades que exibe, encontram-se quatro bonecos de silicone, fabricados nos Estados Unidos da América, dispostos em seu interior, representando os principais membros da tripulação: o comandante, o timoneiro, o cozinheiro e o mecânico.

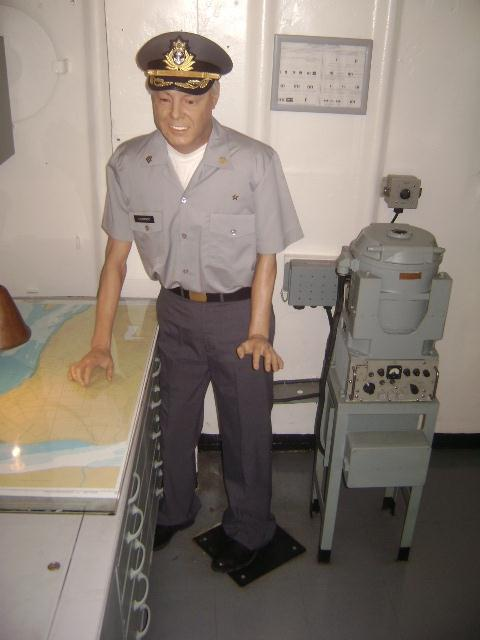
Comandante.
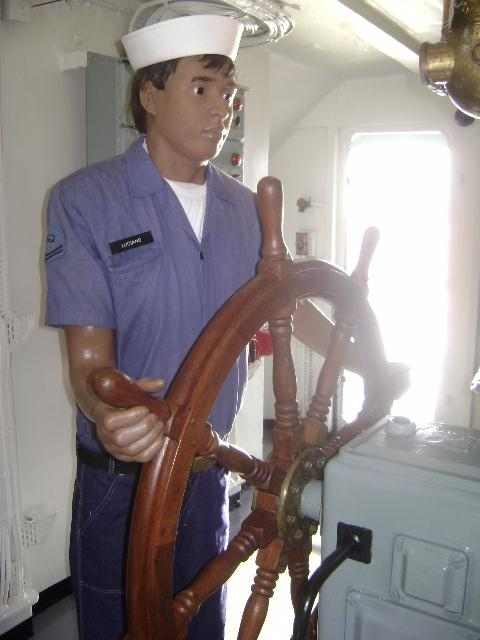
Timoneiro.
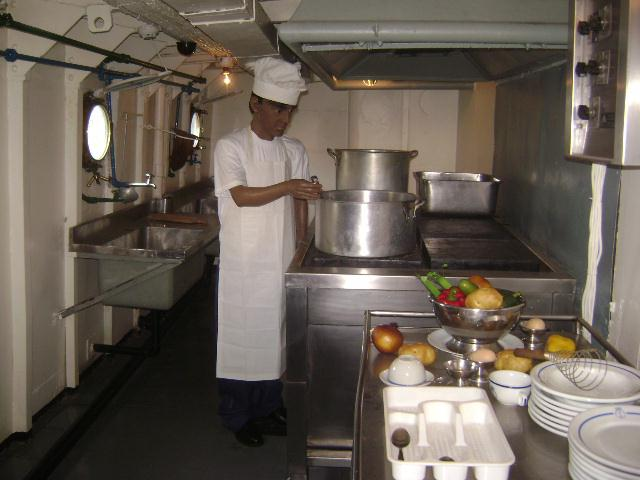
Cozinheiro.
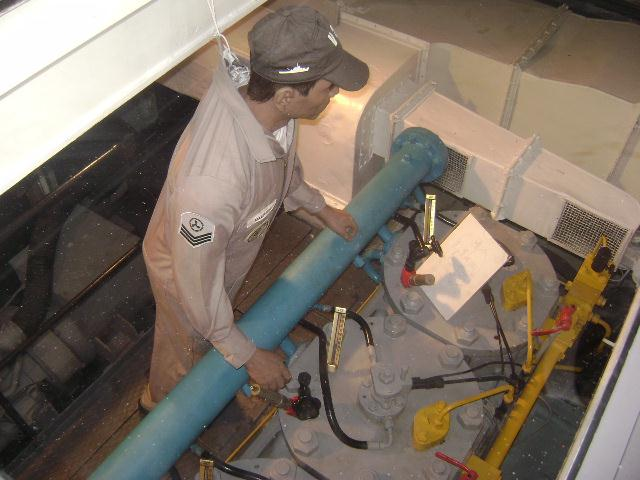
Mecanico.